# Liste der Gouverneure von Madhya Pradesh
Die folgende Tabelle listet die Gouverneure von Madhya Pradesh seit Schaffung des Bundesstaates im Jahre 1956 mit jeweiliger Amtszeit auf. Madhya Pradesh entstand aus Teilen der separat verwalteten Central Provinces and Berar, Madhya Bharat, Vindhya Pradesh und Bhopal. Das Gebiet von Chhattisgarh wurde 2000 aus Madhya Pradesh als eigenständiger Bundesstaat herausgelöst.
| #  | Name                                | Amtsantritt        | Ende der Amtszeit  |
| 1  | B. Pattabhi Sitaramayya (1880–1959) | 1. November 1956   | 13. Juni 1957      |
| 2  | Hari Vinayak Pataskar (1892–1970)   | 14. Juni 1957      | 10. Februar 1965   |
| 3  | K. Chengalaraya Reddy (1902–1976)   | 11. Februar 1965   | 2. Februar 1966    |
| 4  | P. V. Dixit                         | 3. Februar 1966    | 9. Februar 1966    |
| 5  | K. Chengalaraya Reddy (1902–1976)   | 10. Februar 1966   | 7. März 1971       |
| 6  | Satya Narayan Sinha (1900–1983)     | 8. März 1971       | 13. Oktober 1977   |
| 7  | Niranjan Nath Wanchoo (1910–1982)   | 14. Oktober 1977   | 16. August 1978    |
| 8  | C. M. Poonacha (1910–1990)          | 17. August 1978    | 29. April 1980     |
| 9  | Bhagwat Dayal Sharma (1918–1993)    | 30. April 1980     | 25. Mai 1981       |
| 10 | Guru Prasanna Singh (1922–2013)     | 26. Mai 1981       | 9. Juli 1981       |
| 11 | Bhagwat Dayal Sharma (1918–1993)    | 10. Juli 1981      | 20. September 1983 |
| 12 | Guru Prasanna Singh (1922–2013)     | 21. September 1983 | 7. Oktober 1983    |
| 13 | Bhagwat Dayal Sharma (1918–1993)    | 8. Oktober 1983    | 14. Mai 1984       |
| 14 | K. M. Chandy (1921–1998)            | 15. Mai 1984       | 30. November 1987  |
| 15 | Narayan Dutta Ojha (* 1926)         | 1. Dezember 1987   | 29. Dezember 1987  |
| 16 | K. M. Chandy (1921–1998)            | 30. Dezember 1987  | 30. März 1989      |
| 17 | Sarla Grewal (1927–2002)            | 31. März 1989      | 5. Februar 1990    |
| 18 | Kunwar Mahmood Ali Khan (1920–2001) | 6. Februar 1990    | 23. Juni 1993      |
| 19 | Mohammad Shafi Qureshi (1929–2016)  | 24. Juni 1993      | 21. April 1998     |
| 20 | Bhai Mahavir (* 1922)               | 22. April 1998     | 6. Mai 2003        |
| 21 | Ram Prakash Gupta (1923–2004)       | 7. Mai 2003        | 1. Mai 2004        |
| 22 | Krishna Mohan Seth (* 1939)         | 2. Mai 2004        | 29. Juni 2004      |
| 23 | Balram Jakhar (1923–2016)           | 30. Juni 2004      | 29. Juni 2009      |
| 24 | Rameshwar Thakur (1927–2015)        | 30. Juni 2009      | 7. September 2011  |
| 25 | Ram Naresh Yadav (1928–2016)        | 8. September 2011  | 7. September 2016  |
| 27 | Om Prakash Kohli (1935–2023)        | 8. September 2016  | 23. Januar 2018    |
| 28 | Anandiben Patel (* 1941)            | 23. Januar 2018    | 29. Juli 2019      |
| 28 | Lalji Tandon (1935–2020)            | 29. Juli 2019      | 21. Juli 2020      |